# Eazy Sleazy
«Eazy Sleazy» — песня английского рок-музыканта Мика Джаггера (фронтмен группы Rolling Stones) и американского гитариста и ударника Дэйва Грола (лидер Foo Fighters), вышедшая 13 апреля 2021 года на лейбле Polydor Records. Джаггер задумал сингл во время пандемии COVID-19 и виртуально сотрудничал с барабанщиком Дэйвом Гролом и продюсером Мэттом Клиффордом. «Eazy Sleazy» оптимистичная, «мускулистая, мелодичная», хард-рок песня.

## История
«Eazy Sleazy» изначально была написана Джаггером в марте 2021 года, когда он наблюдал освещение пандемии COVID-19.

## Композиция
Текст песни описывает жизнь во время пандемии COVID-19 и общие разочарования, включая дезинформацию, касающуюся пандемии. В текстах упоминаются танцы TikTok, видеоконференции Zoom и теории заговора Билла Гейтса. Припев «Eazy Sleazy» намеренно оптимистичен для постпандемического будущего, Джаггер поет: «Это будет сад земных наслаждений» и «Это будет воспоминание, которое вы попытаетесь вспомнить, чтобы забыть».

## Отзывы
Том Скиннер из журнала NME назвал «Eazy Sleazy» «заразительным хитом», в то время как редактор журнала Variety назвал её «гимном пандемии» и «песней в стиле панк», которая является «самой яркой вещью, которую Джаггер выпустил за многие годы». Бен Бомонт-Томас из газеты The Guardian нашёл трек «забавным», заявив, что он выступил против «скуки блокировок» во время пандемии.